# Lo Brulh
Brulh (en francès Bruch) és un municipi francès situat al departament d'Òlt i Garona i a la regió de la Nova Aquitània.

## Demografia
| 1962                                       | 1968 | 1975 | 1982 | 1990 | 1999 | 2007 |
| ------------------------------------------ | ---- | ---- | ---- | ---- | ---- | ---- |
| 700                                        | 710  | 749  | 700  | 703  | 721  | 763  |
| Des de 1962: població sense dobles comptes |      |      |      |      |      |      |

## Administració
| Període   | Identitat        | Partit |
| --------- | ---------------- | ------ |
| 1989-2006 | Nadine Salmons   |        |
| 2006-     | Alain Lorenzelli | PR     |